# Blizzard of Ozz
Blizzard of Ozz – debiutancki solowy album Ozzy’ego Osbourne’a, wydany 20 września 1980 roku. Jest to pierwszy solowy album Osbourne’a i jeden z dwóch studyjnych albumów przed śmiercią gitarzysty Randy’ego Rhoadsa w marcu 1982. Jako single z płyty zostały wydane utwory „Crazy Train” oraz „Mr. Crowley”.
W roku 2002 dokonano reedycji albumu, dodając utwór „You Lookin' At Me Lookin' At You” (w późniejszych wydaniach zmieniając nieco pisownię tytułu na „You Looking At Me, Looking At You”). W wyników sądowych sporów o tantiemy pomiędzy Osbourne'em a byłymi członkami jego zespołu oryginalne partie basu i perkusji zastąpiono nowymi ścieżkami nagranymi przez muzyków wówczas z nim współpracujących, Roberta Trujillo i Mike'a Bordina, co wywołało niezadowolenie fanów wokalisty. Podczas kolejnego rozszerzenia albumu w 2011 roku (dodano do listy utworów nowy miks piosenki „Goodbye To Romance” oraz 70-sekundowy fragment gry na gitarze w wykonaniu Rhoadsa) przywrócono płycie pierwotne brzmienie sekcji rytmicznej.

## Kontrowersje
Utwór „Suicide Solution” był wielokrotnie krytykowany za tekst, który miałby rzekomo zachęcać do popełnienia samobójstwa, i był uznawany za główną przyczynę odebrania sobie życia przez Johna McColluma, czternastoletniego fana Ozzy'ego, który zastrzelił się słuchając tej piosenki. Stało się to w październiku 1984 roku. Rodzice chłopca oskarżyli Osbourne'a oraz CBS Records za „zachęcanie do samo-destrukcyjnego zachowania” młodych osób, które są szczególnie wrażliwe na takie niebezpieczne wpływy. W swojej obronie, Osbourne powiedział, iż utwór ten tak naprawdę mówi o przedwczesnej śmierci wokalisty AC/DC, Bona Scotta, który zginął dusząc się swoimi własnymi wymiocinami po alkoholowej libacji zaledwie na kilka miesięcy przed wydaniem „Blizzard of Ozz”. Basista Bob Daisley zaprzeczył jednak temu, tłumacząc że piosenkę napisał na temat uzależnienia samego Osbourne'a od alkoholu i narkotyków.

## Lista utworów
Źródło.
1. „I Don't Know” - 5:11
2. „Crazy Train” - 4:49
3. „Goodbye To Romance” - 5:32
4. „Dee” - 0:50
5. „Suicide Solution” - 4:17
6. „Mr. Crowley” - 4:55
7. „No Bone Movies” - 3:53
8. „Revelation (Mother Earth)” - 6:10
9. „Steal Away (The Night)” - 3:28
10. „You Lookin' At Me Lookin' At You” - 4:19 (utwór dodany przy reedycji albumu w 2002 roku)

## Twórcy
1. Ozzy Osbourne - wokal
2. Randy Rhoads - gitara
3. Bob Daisley - gitara basowa
4. Lee Kerslake - perkusja
5. gościnnie: Don Airey - instrumenty klawiszowe